# Jeniffer Mella
Jeniffer Valeria Mella Escobar (Santiago, 10 de enero de 1981) es una abogada y Licenciada en Ciencias Jurídicas y Sociales de la Universidad de Chile. Fue convencional constituyente electa por el distrito electoral n.º 5, correspondiente a la Región de Coquimbo, ejerciendo el cargo entre julio de 2021 hasta la disolución del órgano constituyente en julio de 2022.

## Biografía
Nacida en Santiago, hija de María Escobar Galaz y de Osvaldo Mella Lorca. En 2001, en la ciudad de Santiago, nace su hija Antonia. En 2013 emigró a Sotaquí, localidad ubicada al interior de la ciudad de Ovalle, lugar de que es oriunda su pareja, la asististe social, Rocío Peña Álvarez.
Cursó sus estudios en el Colegio Inmaculada Concepción de la comuna de San Fernando. Posteriormente, en 1999, ingresó a la Facultad de Derecho de la Universidad de Chile, graduándose con distinción en el año 2005. Su memoria de licenciatura versó sobre la violencia intrafamiliar y efectuó su práctica profesional en el Centro de la Mujer de la comuna de San Bernardo, el año 2009. Cursó diplomados sobre “Derechos Humanos y Mujeres” y “Familia e Infancia”, ambos en la facultad de Derecho de la Universidad de Chile. Actualmente se encuentra cursando un Máster en Mujeres en una universidad de España. 

## Carrera política
Dirigenta estudiantil en su periodo escolar. Premiada al egresar como la mejor compañera de su generación, además se ser destacada por su rendimiento. En la universidad formó parte del colectivo político Estudiantes Autónomos desde 2003, del cual fue representante de su generación en 2004.[cita requerida]

### Estallido social y Asamblea de Autoconvocades por el Limarí
En 2019 se integró a la Fundación Género y Cultura de Ovalle, cuyo objetivo es la defensa y promoción de los derechos humanos, especialmente de quienes fueron detenidos durante el estallido social de octubre de 2019.[cita requerida]
A partir del resultado del plebiscito de octubre del año 2020, decidió formar un espacio de activación política denominada Asamblea de Autoconvocades por una Nueva Constitución Ovalle-Limarí, donde, junto a defensores de los derechos humanos, decidieron declararse en estado de asamblea permanente hasta el plebiscito ratificatorio de la nueva carta fundamental, proponiendo levantar un programa que unificara las demandas de la provincia de Limarí en torno a una nueva Constitución.

### Convencional constituyente
Jeniffer Mella se inscribió como candidata a las elecciones convencionales constituyentes de 2021 por el Distrito 5, encabezando la lista Apruebo Dignidad en la Región de Coquimbo, por un cupo independiente cedido por un partido del frente amplio. Resultó electa en los comicios desarrollados el 15 y 16 de mayo.
En su campaña electoral, denominada Ruta Constituyente, recorrió la Región de Coquimbo y sus 15 comunas y localidades, de manera permanente y autogestionada, entablando una relación directa con las comunidades y desarrollando ejes programáticos en torno a las necesidades que se recogieron en los distintos territorios.
Fue integrante de la comisión transitoria de Descentralización, Equidad y Justicia Territorial. Tras la aprobación del reglamento de la Convención, en octubre de 2021, se incorporó a la comisión temática de Forma de Estado, Ordenamiento, Autonomía, Descentralización, Equidad, Justicia Territorial, Gobiernos Locales y Organización Fiscal; fue elegida coordinadora de aquella instancia junto a Adolfo Millabur.

## Activismo LGBT
En 2003 se integró al activismo lésbico feminista, en la ciudad de Santiago, realizando hasta la actualidad activo trabajo en estudios lésbicos. En el año 2005 comenzó a formar parte de instancias de coordinación como el Bloque Lésbico, donde coordinó el VII Encuentro Lésbico Feminista de Latinoamérica y El Caribe, el cual se realizó en Santiago de Chile en febrero de 2007. Escribió el primer informe de Derechos Humanos del Movimiento Unificado de Minorías Sexuales (MUMS) en 2004.
El 28 de junio de 2021 fue uno de los fundadores de la «Red Disidente Constituyente», destinada a coordinar la visibilidad y representación de la diversidad sexual en la Convención Constitucional. Los otros convencionales constituyentes integrantes del grupo son Tomás Laibe, Bessy Gallardo, Valentina Miranda, Javier Fuchslocher, Pedro Muñoz Leiva y Gaspar Domínguez .

## Historial electoral

### Elecciones de convencionales constituyentes de 2021
- Elecciones de convencionales constituyentes de 2021, para convencional constituyente por el distrito 5 (Andacollo, Canela, Combarbalá, Coquimbo, Illapel, La Higuera, La Serena, Los Vilos, Monte Patria, Ovalle, Paihuano, Punitaqui, Río Hurtado, Salamanca y Vicuña)[12]

| Candidato                      | Pacto                                                   | Partido | Votos  | %    | Resultados   |
| ------------------------------ | ------------------------------------------------------- | ------- | ------ | ---- | ------------ |
| Ivanna Olivares Miranda        | Lista del Pueblo - Movimiento Territorial Constituyente | Ind.    | 22.490 | 10.0 | Convencional |
| Jeniffer Mella Escobar         | Apruebo Dignidad                                        | Ind-CS  | 13.365 | 5.9  | Convencional |
| Carlos Calvo Muñoz             | Lista del Apruebo                                       | Ind-PS  | 12.515 | 5.6  | Convencional |
| Daniel Bravo Silva             | Lista del Pueblo - Movimiento Territorial Constituyente | Ind.    | 11.069 | 4.9  | Convencional |
| Mauricio Ugarte González       | Apruebo Dignidad                                        | PC      | 10.046 | 4.5  |              |
| Gladys Barraza Astudillo       | Lista del Apruebo                                       | DC      | 8.244  | 3.7  |              |
| Roberto Vega Campusano         | Vamos por Chile                                         | RN      | 7.972  | 3.5  | Convencional |
| Claudia Valenzuela Torres      | Partido Ecologista Verde                                | PEV     | 7.416  | 3.3  |              |
| Alejandra Valdovinos Jofré     | Vamos por Chile                                         | UDI     | 7.035  | 3.1  |              |
| Diego Figueroa Beecher         | Lista del Pueblo - Movimiento Territorial Constituyente | Ind.    | 6.321  | 2.8  |              |
| María Inés Figari Barrera      | Vamos por Chile                                         | Ind-RN  | 6.261  | 2.8  |              |
| Elena Bolados García           | Independientes del Apruebo                              | Ind.    | 6.059  | 2.7  |              |
| Maria Trinidad Castillo Boilet | Independientes por la Región de Coquimbo                | Ind.    | 6.052  | 2.7  | Convencional |